# Merlin Hadzi
Merlin Hadzi (Subotica, 17 settembre 1998) è un calciatore svizzero, centrocampista o ala degli Ħamrun Spartans.

## Carriera

### Club
Cresciuto nei settori giovanili di Team Ticino e Young Boys, il 9 luglio 2018 firma un biennale con il Rapperswil-Jona, con cui inizia la carriera professionistica. Il 15 luglio 2019 passa al Chiasso, con cui si lega per due stagioni; il 16 giugno 2021 si trasferisce allo Stade Lausanne-Ouchy.
Il 9 giugno 2022 passa al Vaduz, con cui firma fino al 2024.

### Nazionale
Ha giocato nelle nazionali giovanili Under-18, Under-19 ed Under-20.

## Statistiche

### Presenze e reti nei club
Statistiche aggiornate al 28 ottobre 2022.
| Stagione        | Squadra              | Campionato      | Campionato | Campionato | Coppe nazionali | Coppe nazionali | Coppe nazionali | Coppe continentali | Coppe continentali | Coppe continentali | Altre coppe | Altre coppe | Altre coppe | Totale | Totale | Totale |
| Stagione        | Squadra              | Comp            | Pres       | Reti       | Comp            | Pres            | Reti            | Comp               | Pres               | Reti               | Comp        | Pres        | Reti        | Pres   | Reti   |        |
| --------------- | -------------------- | --------------- | ---------- | ---------- | --------------- | --------------- | --------------- | ------------------ | ------------------ | ------------------ | ----------- | ----------- | ----------- | ------ | ------ | ------ |
| 2018-2019       | Rapperswil-Jona      | CL              | 22         | 3          | CS              | 3               | 1               | -                  | -                  | -                  | -           | -           | -           | 25     | 4      |        |
| 2019-2020       | Chiasso              | CL              | 16         | 1          | CS              | 1               | 0               | -                  | -                  | -                  | -           | -           | -           | 17     | 1      |        |
| 2020-2021       | Chiasso              | CL              | 26         | 5          | CS              | 1               | 0               | -                  | -                  | -                  | -           | -           | -           | 27     | 5      |        |
| Totale Chiasso  | Totale Chiasso       | Totale Chiasso  | 42         | 6          |                 | 2               | 0               |                    | -                  | -                  |             | -           | -           | 44     | 6      |        |
| 2021-2022       | Stade Lausanne-Ouchy | CL              | 19         | 0          | CS              | 3               | 0               | -                  | -                  | -                  | -           | -           | -           | 22     | 0      |        |
| 2022-2023       | Vaduz                | CL              | 9          | 4          | CL              | 2               | 1               | UECL               | 3                  | 0                  | -           | -           | -           | 14     | 5      |        |
| Totale carriera | Totale carriera      | Totale carriera | 92         | 13         |                 | 10              | 2               |                    | 3                  | 0                  |             | -           | -           | 105    | 15     |        |

## Palmarès

### Club

#### Competizioni nazionali
- Coppa del Liechtenstein: 2

Vaduz: 2022-2023, 2023-2024